# Dwight (Illinois)
Dwight es una villa ubicada en el condado de Livingston en el estado estadounidense de Illinois. En el Censo de 2010 tenía una población de 4260 habitantes y una densidad poblacional de 509,7 personas por km².

## Geografía
Dwight se encuentra ubicada en las coordenadas 41°5′54″N 88°25′30″O / 41.09833, -88.42500. Según la Oficina del Censo de los Estados Unidos, Dwight tiene una superficie total de 8.36 km², de la cual 8.33 km² corresponden a tierra firme y (0.31%) 0.03 km² es agua.

## Demografía
Según el censo de 2010, había 4260 personas residiendo en Dwight. La densidad de población era de 509,7 hab./km². De los 4260 habitantes, Dwight estaba compuesto por el 96.74% blancos, el 0.85% eran afroamericanos, el 0.09% eran amerindios, el 0.49% eran asiáticos, el 0% eran isleños del Pacífico, el 1.03% eran de otras razas y el 0.8% pertenecían a dos o más razas. Del total de la población el 3.29% eran hispanos o latinos de cualquier raza.